# Forsinkelsesled
Et forsinkelsesled er en elektrisk komponent eller et kredsløb, der kan forsinke et signal i et præcist tidsrum. Komponenten kan benyttes til at faseforskyde et signal og forsinkelsesled har også været benyttet som lager i tidlige computere.
Ved korte forsinkelser kan man benytte et stykke koaksialkabel eller et passende LC-kredsløb (spole og kondensator). Er der behov for en længere forsinkelse kan man anvende akustiske forsinkelsesled, hvor signalet af en transducer omdannes til en bevægelse (en lyd), der så forplanter sig gennem et medium til en anden transducer, der igen omdanner lyden til et elektrisk signal.
Som medium kan f.eks. benyttes en kort glasstang (benyttet i tidligere tiders fjernsyn) eller kvartsstang og rør fyldt med kviksølv. Kviksølvfyldte rør blev udviklet til brug for radar, hvor man havde behov for elektronisk at fjerne ekkoer fra ubevægelige genstande på jorden. Da disse giver det samme ekko, kan man fjerne signalet fra den foregående impuls, der er forsinket i et kviksølvrør, fra det tilsvarende aktuelle signal. Tilbage bliver kun signalet fra de ekkoer, der har ændret position.
Ved at lade et tog af impulser bevæge sig gennem et sådant led, og efter forstærkning og oprensning, sende dem tilbage til begyndelsen af røret, kan man lagre en række bit i røret og derved benytte det som hukommelse i en computer. Metoden var udbredt i mange af de tidlige computere.
I dag benyttes gerne seriekoblede digitale kredsløb som skifteregistre eller ladningskoblede kredsløb.